# Niecka mogileńsko-łódzka
Niecka mogileńsko-łódzka – jednostka geologiczna w środkowej Polsce, wypełniona osadami górnej kredy, środkowy fragment synklinorium szczecińsko-łódzko-miechowskiego.

## Położenie geograficzne
Niecka mogileńsko-łódzka rozciąga się z północnego zachodu na południowy wschód, od Czarnkowa do Bełchatowa i Piotrkowa Trybunalskiego.
Geograficznie niecka mogileńsko-łódzka stanowi podłoże środkowej części Niżu Polskiego.

## Położenie geologiczne
Od południowego zachodu graniczy z monokliną przedsudecką, a od północnego wschodu z antyklinorium środkowopolskim. Od zachodu od niecki szczecińskiej oddziela je elewacja Obornik, od wschodu od niecki miechowskiej oddziela je antyklina Sulejowa i elewacja przedborska.

## Budowa geologiczna
Niecka szczecińska ma budowę asymetryczną − skrzydło północne jest bardziej strome, a południowe bardziej łagodne. W części centralnej, w okolicy Turka osady kredy górnej osiągają największe miąższości w Polsce − do ok. 3000 m. Pod nimi występują osady kredy dolnej, jury, triasu i permu.
Osady kredy dolnej (walanżyn-hoteryw) są wykształcone w postaci piasków różnoziarnistych, a miejscami drobnych żwirów z przewarstwieniami czarnych i ciemnoszarych iłołupków z wkładkami syderytów i oolitów żelazistych. Nad nimi zalegają jasnoszare piaskowce bez fauny morskiej, ale lokalnie z domieszką glaukonitu − minerału powstającego w płytkim morzu. Powyżej występują piaskowce z glaukonitem, niekiedy margliste z nielicznymi amonitamii albu. Miąższość osadów dolnej kredy zmienia się od 30 m koło Poznania do ponad 400 m w Pagórkach na południe od jeziora Gopło.
Osady kredy górnej stanowią główne wypełnienie niecki mogileńsko-łódzkiej. Rozpoczynają się piaskowcami wapnistymi cenomanu o miąższości ok. 100 m. Powyżej leżą turońskie wapienie inoceramowe i otwornicowe z czertami i przewarstwieniami opok o miąższości 250-400 m. Nad nimi leżą margle, opoki i wapienie czertowe o miąższości 50-120 m. Utwory santonu występują jedynie w środkowej części niecki. Wykształcone są jako wapienie o miąższości 100-300 m. Kampan reprezentują opoki i margle o miąższości od 150 do ponad 400 m. Osady górnokredowe kończą się opokami marglistymi mastrychtu o miąższości od 100 m.
W obrębie niecki występuje szereg antyklin: antyklina Mogilna, Gopła, Ponętowa, Wartkowic, Lutomierska oraz występujące w południowej części niewielkie i bardzo łagodne: antyklina Turka, Strzelna, Konina, Uniejowa i Tuszyna.
W środkowej części niecki jest silnie rozwinięta tektonika solna.

## Powstanie
Niecka mogileńsko-łódzka została ostatecznie uformowana w czasie fazy laramijskiej orogenezy alpejskiej.

## Nadkład
Nadkład niecki tworzą osady paleogenu, neogenu i czwartorzędu.